# Mattias Andersson (kierowca wyścigowy)
Mattias Andersson (ur. 9 maja 1973 roku w Åtvidabergu) – szwedzki kierowca wyścigowy.

## Kariera
Andersson rozpoczął karierę w wyścigach samochodowych w 1991 roku od startów w Skandynawskiej Formula Opel Lotus. Z dorobkiem 28 punktów został sklasyfikowany na ósmej pozycji w klasyfikacji generalnej. W późniejszych latach Szwed pojawiał się także w stawce Formuły Opel Lotus Euroseries, Formuły Opel Lotus Nations Cup, Szwedzkiej Formuły 3, Nordyckiej Formuły 3, Renault Clio Cup Scandinavia, Barber Dodge Pro Series, Indy Lights, Atlantic Championship, Renault Sport Clio Trophy, Renault Clio V6 Germany, 24h Nürburgring Nordschleife, VLN Endurance, Swedish Touring Car Championship, FIA Sportscar Championship, European Touring Car Championship, European Touring Car Cup, Scandinavian Touring Car Cup, Scandinavian Touring Car Championship, Swedish GT oraz TTA - Elitserien i Racing.